# Бруклендс (Большой Манчестер)
Бруклендс (англ. Brooklands) — район Большого Манчестера (Англия), расположенный в 9,2 км к юго-западу от центра Манчестера. По данным переписи населения 2011 года, в нём проживало 24 796 человек (10 434 человека в Траффорде и 14 362 человека в Манчестере).

## История
Район назван в честь Сэмюэла Брукса, манчестерского банкира и предпринимателя, который в 1856 году купил участок земли в этом районе у графа Стэмфорда; позже он также совершал и другие покупки земель.

## Транспортное сообщение
Через район, где сейчас находится Бруклендс, проходил участок линии железной дороги Манчестерского южного узла и железной дороги Олтрингем. Эта линия открылась в 1849 году. Железнодорожную линию пересекала дорога между станциями Сейл и Тимперли, но железнодорожной станции здесь не было. В 1855 году 45 жителей Бруклендса подали прошение о строительстве станции, но оно осталось неудовлетворённым. В 1859 году Брукс лично договорился с железнодорожной компанией об условиях строительства станции. Он предложил акр земли за 200 фунтов стерлингов с гарантией компенсации 300 фунтов в том случае, если ежегодная прибыль от продажи билетов не достигнет 100 фунтов через 5 лет. Неофициально этот участок был назван «земля Брукса» (англ. Brook's land), вскоре он стал называться «Бруклендс», а железнодорожная станция с таким же названием открылась 1 декабря 1859 года и окупилась через два года.
В 1862 году Брукс построил частную дорогу, идущую к юго-востоку от станции и выделил участок для строительства улучшенного жилья. Эта дорога (Бруклендс-роуд) до сих пор существует, и по ней можно добраться до шоссе A538 Олтрингем—Уилмслоу в Хейле.
Сейчас в Бруклендсе на бывших трассах железной дороги действует трамвайная сеть Manchester Metrolink, а станция Brooklands этой сети находится на пути между центром Манчестера и Олтрингемом.

## Органы власти
- Избирательные округа Бруклендс
- Траффорд
- Манчестер

В Бруклендсе действуют два избирательных округа.
По избирательному округу Бруклендс (Траффорд) избираются три советника в Городской совет Траффорда. По состоянию на февраль 2021 года в Совете Траффорда от этого округа были представлены: Крис Бойс (англ. Chris Boyes) от консервативной партии, Стивен Лонгден (англ. Steven Longden) и Роуз Томпсон (англ. Rose Thompson) от лейбористской партии.
По избирательному округу Бруклендс (Манчестер) избираются члены городского Совета Манчестера. По состоянию на февраль 2021 года в городском совете Манчестера от Бруклендса были представлены Сьюзан Кули (англ. Susan Cooley) и Глинн Эванс (англ. Glynn Evans), оба — представители лейбористской партии.
Оба округа в Парламенте Великобритании представляет депутат Майк Кейн, избранный от избирательного округа Витеншоу и Сейл-Ист.

## Бруклендское кладбище
На кладбище в Бруклендсе похоронены некоторые известные люди:
- Джеймс Джоуль — известный английский физик, давший свое имя стандартной единице энергии.
- Ричард Панкхёрст[англ.] — адвокат, муж Эммелин Панкхёрст, отец Аделы Панкхёрст, Кристабель Панкхёрст и Сильвии Панкхёрст. Он похоронен вместе со своими родителями.
- Преподобный Джон Релли Бирд[англ.].

### Книги
- Robert Norman Dore. A History of Hale, Cheshire: From Domesday to Dormitory. — Sherratt for Hale Civic Society, 1972. — 250 с. — ISBN 978-0-85427-030-9.

### Статьи
- Brackenbury, Allan (1993). The Road from Brooklands Station (PDF). Journal of the Railway and Canal Historical Society. 31/4 (156): 170–174. ISSN 0033-8834.